# Municipio de Jefferson (condado de Izard)
El municipio de Jefferson (en inglés: Jefferson Township) es un municipio ubicado en el condado de Izard en el estado estadounidense de Arkansas. En el año 2010 tenía una población de 2293 habitantes y una densidad poblacional de 28,08 personas por km².

## Geografía
El municipio de Jefferson se encuentra ubicado en las coordenadas 36°12′26″N 91°44′4″O / 36.20722, -91.73444. Según la Oficina del Censo de los Estados Unidos, el municipio tiene una superficie total de 81.65 km², de la cual 78,33 km² corresponden a tierra firme y (4,07 %) 3,33 km² es agua.

## Demografía
Según el censo de 2010, había 2293 personas residiendo en el municipio de Jefferson. La densidad de población era de 28,08 hab./km². De los 2293 habitantes, el municipio de Jefferson estaba compuesto por el 96,34 % blancos, el 0,09 % eran afroamericanos, el 0,52 % eran amerindios, el 0,13 % eran asiáticos, el 1,26 % eran de otras razas y el 1,66 % eran de una mezcla de razas. Del total de la población el 2,79 % eran hispanos o latinos de cualquier raza.